# Arida carnosa
Arida carnosa là một loài thực vật có hoa trong họ Cúc. Loài này được (A.Gray) D.R.Morgan & R.L.Hartm. mô tả khoa học đầu tiên năm 2003.